# Нощен изтребител
Нощен изтребител е специализиран изтребител, адаптиран за сражения през нощта или при други обстоятелства с намалена видимост. Нощните изтребители започват да се използват през Първата световна война и включват типове, които са специално модифициране за нощни действия.
През Втората световна война нощни изтребители се строят или специално за тази цел или по-често представляват тежки изтребители или леки бомбардировачи, адаптирани за мисия, често използващи радар или други системи, предоставящи някакъв вид способности за засичане при намалена видимост. Много от нощните изтребители по това време също са оборудвани и със система за инструментален заход при кацане през нощта, тъй като включването на светлините на пистата я правят лесна мишена за вражеските самолети. Правят се и експерименти с дневни изтребители на нощни мисии, но се оказва, че те работят само при много благоприятни условия.
Авиационните системи се смаляват значително с времето, което позволява добавянето на радарен алтиметър, радар, следящ терена, подобрени системи за инструментален заход, микровълнова система за заход, доплеров метеорологичен радар, LORAN, GPS и спътникова навигация. Добавянето на подобрено оборудване за навигация и кацане, комбинирано с радара, води до създаването на изтребители, способни за сражения в почти всякакви метеорологични условия.

## История

### Ранни образци
В началото на Първата световна война повечето изтребители имат само малки способности за летене през нощта, а и нямат особена нужда да го правят. Единствените мишени, които могат да се нападнат с вероятност да бъдат улучени с намалена видимост, биха били градовете, които са немислима цел по това време. Всеобщото възприемане на бързата война не включва нужда от стратегически удари.
Нещата се променят на 22 септември и 8 октомври 1914 г., когато великобритански самолети бомбардират производствените линии и хангарите на цеховете за дирижабли в Кьолн и Дюселдорф. Въпреки че има защитни съоръжения, всички те се оказват печално неадекватни. Още в началото на 1915 г. няколко биплана B.E.2c са модифицирани в първите нощни изтребители. След липса на успех, използвайки малки ракети и запалими бомби срещу дирижабли, накрая се поставя картечница Луис с възпламеняващи амуниции под ъгъл 45° за стрелба нагоре, за да се напада врага отдолу. Тази техника се оказва доста ефективна.
След година нощни нападения срещу цеховете за дирижабли, през нощта на 2 срещу 3 септември 1916 г. един B.E.2c сваля немския дирижабъл Schütte-Lanz SL 11 във въздуха над Великобритания. Пилотът на самолета е награден с кръст Виктория и парична премия от 3500 паунда. Между октомври и декември 1916 г. са свалени още пет немски дирижабъла, което кара дирижабълната кампания постепенно да се отслабва в хода на следващата година.
Поради ограниченията на дирижаблите, Имперските военновъздушни сили на Германия започват да въвеждат далекобойни тежки бомбардировачи, започвайки с Gotha G.IV, който постепенно поема офанзивата. И докато техните ранни дневни нападения през май 1917 г. успяват лесно да преминат през леката защита на Лондон, укрепването на силата от защитаващи изтребители у дома кара немците да преминат към нощни нападения след 3 септември 1917 г. За да контрират нощните удари, дневните изтребители Sopwith Camel започват да се използват като нощни такива. Картечниците Викерс са заменени с картечници Луисм поставени над крилата, тъй като блясъците от Викерсите заслепяват летците при стрелба, а синхронизаторите за стрелба се считат за несигурни при стрелба с възпламенителни амуниции. По-нататъшните модификации водят до преместването на кокпита назад. Модифицираният самолет е наречен Sopwith Comic. За да се предостави подходяща екипировка за ескадроните в северните части на Великобритания, самолети Avro 504 са преобразувани в нощни изтребители, като им се премахва предния кокпит, а на горното им крило се поставя картечница Луис.

### Междувоенен период
С малко пари за разработване, особено по време на Голямата депресия, техниките за нощни сражения се променят много малко до началото на Втората световна война.
Междувременно, представянето на самолетите се подобрява значително, в сравнение с версиите от Първата световна война. Новите бомбардировачи могат да ледят двойно по-бързо, на двойно по-голяма височина и да носят много по-големи бомбени заряди. Те летят достатъчно бързо, че времето между засиченето им и достигането им на целта е много малко, за да могат прихващачите да излетят и да ги свалят. Противовъздушните оръдия са засегнати от височината, на която летят бомбардировачите, тъй като са нужни изключително големи и тежки оръдия за отбрана, които са в толкова малка наличност, че се оказват безсилни. През нощни условия или такива с понижена видимост тези проблеми се усложняват. Широко приетото заключение е, че бомбардировачът винаги ще се промъкне, а ВВС на Великобритания насочват почти всичките си усилия към разработването на сила от нощни бомбардировачи, като се образува специална школа, отговорна за изучаването на „летенето на сляпо“. Испанските републикански ВВС използват И-15 като нощни изтребители.
Все пак, се появяват някои нови технологии, които предоставят потенциални начини за подобряване на способностите за сражения в нощно време. През 1930-те години се постига значително разработване на инфрачервените детектори сред всички по-големи въоръжени сили, но на практика те се оказват почти неизползваеми. Единствената такава система, която вижда по-широка употреба, е Spanner Anlage, която се използва при нощните изтребители Dornier Do 17 на Луфтвафе. Те често се снабдяват с голям инфрачервен прожектор, за да се увеличи количеството отразявана светлина.
Непосредствено преди началото на войната за пръв път е въведен радар. Първоначално тази система е тромава и затова продължава разработването на инфрачервени системи. Осъзнавайки, че радарът е далеч по-практично решение на проблема, Робърт Уотсън-Уот дава задачата за разработване на радар, подходящ за самолетна употреба на Едуард Боуън в средата на 1930-те години. През септември 1937 г. той прави демонстрация на идеята, когато тестови самолет успява да засече три големи кораба от британския флот в Северно море при лоши метеорологични условия.
Обещаващите изводи от теста карат организаторите да продължават с усилията по радарната система с повишен приоритет. Това води до условия за създаване на работна група за въздушно прихващане. Размерът на тези ранни радари изисква голям самолет, който да ги повдигне, а сложното им управление изисква многочленен екипаж. Това води до употребата на леки бомбардировачи като предпочитана платформа за въздушни радари, а през май 1939 г. се състои първият експериментален полет със самолет Fairey Battle.

### Втора световна война
Войната започва на 1 септември 1939 г., като към този момент британските ВВС вече са доста напреднали с плана за създаване на флот от нощни изтребители с радари. Радарът AI Mk. II почти е влязъл в употреба, а самолетът Bristol Blenheim става все по-удобен за снабдяване с радар. Първата работеща система навлиза в употреба през ноември 1939 г., доста преди започването на големите британски операции. Следват няколко подобрени версии и към началото на Блица през 1940 г. е наличен AI Mk.IV, който се представя още по-добре на обсег от 150 m до 6 km. Това значително олекотява товара върху наземното контролирано прихващане на Chain Home (пръстен от брегови радарни станции за ранно предупреждение на британските ВВС), който само трябва да вдигне във въздуха изтребител и да го приближи на 6 km, за да може радарът на изтребителя да поеме засичането по време на атаката. Поради сравнително слабото представяне на Blenheim, британците започват да експериментират с бомбардировачи Douglas A-20 Havoc, преобразувани така, че да носят прожектор, озаряващ вражеските самолети в помощ на придружаващите ги изтребители Хоукър Хърикейн. Идеята не постига успех и тези самолети са заменени от нощни изтребители Bristol Beaufighter, а по-късно и от Де Хавиланд Москито, който по-нататък акомпанира и потока от бомбардировачи към Германия. В тази роля самолетите Москито предоставят въздушна поддръжка чрез разнообразен асортимент от устройства. Британците експериментират и с поставянето на радарен комплект AI Mark 6, който се оперира от пилота, в едноместните изтребители, като така Hurricane II C(NF), дузина от които са произведени през 1942 г., стават първите едноместни нощни изтребители в света с радар. Самолетите, обаче, не се представят добре в Европа и са изпратени в Индия, където служат до края на 1943 г.
По това време немските разработки изостават зад британските. За разлика от Великобритания, където важните цели лежат само на няколко минути въздушен път от брега, Германия е защитена от големи неутрални територии, които им дават достатъчно време да се справят с навлизащите бомбардировачи. Вместо на радар във въздуха, немците разчитат на наземни системи – мишените първо се засичат от радар, назначен в дадена „клетка“ и към мишените се насочват прожектори, позволяващи на изтребителите да ги атакуват без специално оборудване на борда. Прожекторите по-късно са изместени от радари с къс обхват, които следят изтребители и бомбардировачи, позволявайки на наземните оператори да насочат изтребителите към целите им. Към юли 1940 г. тази система се оказва способна да се справя с малките нападения на изолирани бомбардировачи от британските ВВС.
С настояване от страна на Реджинал Виктор Джоунс британските ВВС променят нападателните си тактики така, че всички бомбардировачи да се събират в един голям поток. Това означава, че наземната част от системата за засичане не може да насмогне, тъй като само един или два прожектора или радара са налични на „клетка“ и системата може да се справя с около шест вражески самолета на час. Чрез прелитането на всички бомбардировачи над дадена клетка за кратък период от време, повечето бомбардировачи преминават право над системите, без дори да бъдат засичани от тях, камо ли да бъдат атакувани. Немският успех срещу британските самолети намалява, достигайки най-ниска точка на 30 – 31 май 1942 г., когато първото нападение от 1000 бомбардировача е пуснато срещу Кьолн, при което немските нощни изтребители свалят само четири британски самолета.
През 1942 г. немците започват да разгръщат първата версия на радара си Лихтенщайн, работещ на свръхвисока честота и по това време в изключително ограничени бройки, използвайки антенен масив с 32 диполни елемента. Късната дата, бавното въвеждане, комбинирани с превземането на нощен изтребител Ju 88R-1, снабден с радара, през април 1943 г. от дезертиращ екип на Луфтвафе, позволяват на британските радиоинженери да разработят заглушаващо оборудване, за да му противодействат. Оформя се състезание с германците, които се опитват да въведат нови системи, и британците, които се опитват да ги заглушат, като през повечето време британците имат малка преднина. Ранният Лихтенщайн е изместен от подобен Лихтенщайн C-1, но когато немският нощен изтребител дезертира и каца в Шотландия през април 1943 г. за радара бързо е измислен начин за заглушаване. Системата SN-2, работеща на много висока честота, заменя C-1 и остава относително сигурна до юли 1944 г., но с цената на употреба на огромни антени с 8 диполни елемента, които забавят скоростта на изтребителите до 40 km/h, което ги прави лесна плячка за британските нощни изтребители, които по това време са предприели офанзивата. Превземането през юли 1944 г. на нощен изтребител Ju 88G-1 с радар SN-2 Лихтенщайн, навлязъл по погрешка във въздушното пространство на британска база, разкрива тайните на по-късния заместник на системата C-1 с още по-голяма дължина на вълната.
Луфтвафе експериментира с едномоторни самолети в ролята на нощни изтребители, които наричат Вилде зау (на немски: Wilde Sau, означаващо „дивя свиня“). В този случай, изтребителите, обикновено Focke-Wulf Fw 190, се снабдяват само с радиолокационен пеленгатор и светлини за приземяване, за да могат да се приберат в базата си нощем. За да може изтребителя да намери целите си, други самолети, ръководени от земята, пускат фалшфеери пред вражеските бомбардировачи. В други случаи, горящите градове отдолу предоставят достатъчно светлина, за да се озарят вражеските цели. Вариантите на Месершмит Bf 109 са снабдени с радарни приемници FuG 350 Naxos „Z“, настроени да слушат на три гигахерцови честотни ленти, в които излъчват британските бомбардировачи. Серията изтребители Bf 109G са оборудвани и с радар, работещ на ниска до средна много висока честота FuG 217/218 Neptun, заедно с Focke-Wulf Fw 190 A-6/R11. Тези самолети служат като нощни изтребители.
Ефективното немско авиационно оръдие Неправилна музика (на немски: Schräge Musik) позволява на големите, двумоторни нощни изтребители да стрелят нагоре. Те го предоставят и на японците през войната, като първите победи и за немците, и за японците са постигнати през май 1943 г. Тази иновация позволява на нощните изтребители да се приближават и да атакуват бомбардировачи отдолу, където се намират извън полезрението на екипажа на бомбардировача. Малко бомбардировачи по това време разполагат с отбранителни оръдия в коремна позиция. Нападение от изтребител с Неправилна музика обикновено представлява пълна изненада за екипажа на бомбардировача, който разбира, че наблизо има изтребител едва, когато бива атакуван. Особено в ранните етапи от службата му до началото на 1944 г., внезапният огън отдолу често се приписва на наземни единици, вместо на изтребител.
Вместо нощни удари, въздушните сили на САЩ се ангажират с дневни бомбардировки над Германия и съюзниците ѝ, които статистически са успешни. Британските нощни бомбардировки имат успеваемост от 1 на 100 улучени цели. По настояване на британците, които искат да закупят американски самолети, американските дневни изтребители първоначално се адаптират в нощни такива, включително Douglas A-20 Havoc P-70 и Lockheed P-38 Night Lightning. Единствените специално създадени нощни изтребители през войната са американските Northrop P-61 Black Widow, които са изпратени на служба в Европа, а после и в Тихия океан, но им е даден толкова нисък приоритет, че британците имат достатъчно ресурси за собствените си проекти, докато американските влязат в производство. Първата американска единица с P-61 пристига във Великобритания през февруари 1944 г., а ограничената ѝ служба започва през лятото.
ВМС на САЩ се принуждават да използват нощни изтребители, когато японските самолети успешно тормозят единиците им през нощта. Японските военноморски сили дълго време вземат само новобранци с отлично нощно зрение и използват най-добрите от тях на корабите и самолетите си, вместо да разработват ново оборудване за нощно засичане. За да се противопоставят на тези удари, американските сили снабдяват с компактни микровълнови радари крилата на едномоторните изтребители Grumman F6F Hellcat и Vought F4U Corsair към края на войната, което се оказва успешен подход. В някои случаи, тези самолети се използват за самостоятелни удари.

### След войната
Дори и по време на войната реактивният двигател сериозно осуетява самолетните проекти, така че нуждата от специални реактивни нощни изтребители става ясно. Както британците, така и немците полагат усилия по въпроса, но тъй като немците преминават в защита, тяхната работа е с доста по-висок приоритет. Техният Месершмит Ме 262 е адаптиран към ролята и оберлейтенант Курт Велтер отчита 25 свалени самолета Де Хавиланд Москито нощем.
Другите сили нямат особена нужда да преминават към реактивните двигатели. Великобритания и САЩ са изправени срещу врагове със самолети с дори по-лошо представяне от техните съществуващи нощни изтребители. Обаче, нуждата от нов проект става очевидна и работата започва в последните етапи на войната, включително американски договор за Northrop F-89 Scorpion. Когато съветските планове за създаване на атомна бомба става известни и на запад през 1948 г., проектът все още е далеч от произвеждането дори на прототип, но през март 1949 г. започва разработването на нощните изтребители North American F-86D Sabre и Lockheed F-94 Starfire. Те навлизат в употреба в началото на 1950-те години.
През това време британските ВВС започват нови проекти за нощни изтребители, но им придават нисък приоритет. Към момента на тестването на първата съветска атомна бомба проектът за нощен изтребител все още съществува само на хартия, а наличните самолети Москито като цяло са неспособни да се противопоставят на потенциално вражеските бомбардировачи Ту-4. Това води до забързването за въвеждане на нови междинни проекти за нощни изтребители, като така се създават нощните версии на Gloster Meteor през 1951 г. и подобно преобразуване на de Havilland Vampire. Последва ги нощният de Havilland Venom през 1953 г. с военноморския му вариант de Havilland Sea Venom. Напредничавият проект на нощен изтребител накрая е въведен през 1956 г. под името Gloster Javelin, който се оказва остарял за времето си. В Канада е създаден Avro Canada CF-100 Canuck, който навлиза в употреба през 1952 г.
Нощните изтребители съществуват като отделен клас до 1960-те години. Докато способностите на самолетите растат, изтребителите прихващачи, оборудвани с радари, се оказват подходящи да поемат ролята на нощни изтребители. Примери за прихващачи/нощни изтребители са Avro Canada CF-105 Arrow, Convair F-106 Delta Dart и English Electric Lightning.
Намалените размер и цена на авиационната техника позволяват на по-малките съвременни самолети да имат нужната апаратура за нощни сражения.